# جون أوليفا
جون أوليفا (بالإنجليزية: Jon Oliva)‏ هو مغني وملحن وعازف بيانو أمريكي، ولد في 22 يوليو 1960 في ذا برونكس في الولايات المتحدة.

## وصلات خارجية
- الموقع الرسمي
- جون أوليفا على موقع IMDb (الإنجليزية)
- جون أوليفا على موقع ميوزك برينز (الإنجليزية)
- جون أوليفا على موقع أول ميوزيك (الإنجليزية)
- جون أوليفا على موقع ديسكوغز (الإنجليزية)